# Moca, Espaillat
Moca är en kommun i norra Dominikanska republiken och är belägen ett par mil sydost om Santiago de los Caballeros. Moca är den administrativa huvudorten för provinsen Espaillat. Kommunen har cirka 95 000 invånare